# کتابخانه مرکزی و مرکز اطلاع رسانی شهرداری اصفهان
کتابخانه مرکزی شهرداری اصفهان در منطقه ۳ شهرداری اصفهان واقع شده است.
این مجتمع به عنوان اولین مرکز چندرسانه‌ای اصفهان با ۱۲ هزار متر زیربنا در پنج طبقه فعالیت می‌کند.
بخش‌های کتاب مرکز رسانه، بخش انتشارات و مخزن ۶۰۰۰ سند خطی وجود دارد، در مجموع ۳۰۰ هزار جلد کتاب در این کتابخانه وجود دارد.
به دلیل کرونا این سالن مطالعه را شهرداری تعطیل کرده بود.

## برنامه
- کتاب، مادر، کودک – پیک دانائی
- طرح امانت بین دانشگاه پیام نور، مرکز تحقیقات معلمان و خانه ریاضیات[۷]
- پورتال کتابخانه‌های دیجیتال[۸]

## قسمت بندی‌ها
- نشریات
- نشریات قدیم
- دیداری شنیداری
- امانت
- گالری
- اطلاع رسانی
- دیجیتال
- آماده‌سازی
- سالن همایش، کنفرانس
- مرجع
- مبادله
- مخزن[۹]